# 토트 타로 덱
토트 타로 덱 (Thoth Tarot)은 영국의 오컬티스트, 알레이스터 크롤리가 디자인해, 화가 프리다 하리스가 그린 타로이다.

## 역사
우선 1944년에 크롤리에 의한 타로 해설서 '토트의 책'의 삽화로서 발표된다. 그러나 카드로서의 출판은 오랫동안 이루어지지 않고, 1969년이 되어 간신히 카드화되었다. 주된 특징으로서 약간 대형의 사이즈와 복잡하게 해 상징적인 도안을 들 수 있다. 타로 애호가로부터의 평가는 높다. 그러나, 출판년으로부터도 아는 대로, 크롤리의 사후에 출판되고 있기 때문에, 실제로 그 자신이 선택한 도안이 출판되고 있을지 불명하고, 근래에는 마술사의 카드가 복수장 들어간 세트도 출판되고 있다. 그 외의 카드에서도 같이 크롤리의 지시에 의해서 하리스가 그린, 거칠지 않은 그림이 복수장 있는 것이 알려져 있다.

## 다른 타로와의 차이점
웨이트판 등과 같이, 황금의 새벽단의 교의에 근거하고는 있지만, 크롤리 독자적인 해석도 더해지고 있어 꽤 차이점이 있다.
대 아르카나나 소 아르카나의 카드의 명칭 변경이 많다.
명칭 변경된 대 아르카나는
- '정의'JUSTICE가  '조정'Adjustment
- '힘'STRENGTH이  '욕망'Lust
- '절제'TEMPERANCE가  '기술'Art
- '심판'JUDGEMENT이  '영겁'TheAEon
- '세계'THE WORLD가  '우주'The Universe

이상의 5장이다.
소 아르카나 쪽은 인물지폐가  '기사'Knight,  '여왕'Queen,  '왕자'Prince,  '왕녀'Princess (대표적인 타로로는 왕, 여왕, 기사, 시동)에 각각 변경되고 있다. 그 외, 대 아르카나, 소 아르카나와는 별도로, '짐승의 표'라고 불리는 일필 쓰기의 육각성이 그려진 카드가 들어오는 판도 있다.
또, 히브리 문자에 대응시킨 배열의 방법이 황금의 새벽단계의 타로와는 다르다. 웨이트판으로는 마르세유판 등의 전통적인 것과 달라, 대 아르카나의 '정의'와'힘'의 번호를 바꿔 넣는 것에 의해서 히브리 문자순서의 배열이 되어 있었다. 한 편, 토트 타로 덱에서는 배열의 차례는 마르세유판과 같고, 히브리 문자와의 대응만이 바뀌고 있다. '차데는 별이 아니다'라는 법의 책의 문언에 근거해, '황제'와 '별'의 히브리 문자 대응도 교환되고 있다. 이 교환을 황도 12궁에 적용시키면, 대칭 위치에 두 개의 뒤틀림이 생기는 형태가 된다.

## 카드의 개설
토트 타로로는 일반적으로 호칭되는 대 아르카나를 '아테'라고 호칭해, 소 아르카나를 '스몰 카드'라고 호칭하고 있다. 스몰 카드의 인물지폐는 '코트 카드'라고 호칭하고 있어, 일반적인 타로와 같다.

### 아테
- 0 '바보 (The Fool)'

- I '마술사 (The Magus)'

알몸의 마술사가 그려져 있다.
- II '여사제 (The Priestess)'

- III '여제 (The Empress)'

- IV '황제 (The Emperor)'

- V '신관 (The Hierophant)'

- VI '연인 (The Lovers)'

- VII '전차 (The Chariot)'

소·독수리·천사·사자의 스핑크스를 따르게 해 성배를 안아 가지는 마부의 모습이 그려져 있다.
- VIII '조정 (Adjustment)'

- IX '은자 (The Hermit)'

은자가 가지는 휴대용 석유등이 빛나고 있다. 오른쪽 아래에 케르베로스, 좌하에는 정자가 그려져 있다.
- X '운명의 고리 (Fortune)'

'끊임 없이 유동하는 우주'이다.
- XI '욕망 (Lust)'

일곱 개의 얼굴을 가진 짐승을 탄 여자가 그려져 있다. 이는 대탕녀 바빌론 또는 바바론이다.
- XII '매달린 남자 (The Hanged Man)'

거꾸로 못 박힌 남자의 모습이 그려져 있다.
- XIII '죽음 (Death)'

죽음의 무도를 춤추는 칠흑의 죽음의 신의 모습이 그려져 있다.
- XIV '기술(Art)'

두 개의 얼굴을 가진 연금술사가 오가마 안에 불과 물을 따라 혼합하고 있다.
- XV '악마 (The Devil)'

셋째의 산양은 바포멧 (혹은 펀)을 나타낸다.
- XVI '탑 (The Tower)'

건물이 불길 등에 의해 파괴되고 있다.
- XVII '별 (The Star)'

- XVIII '달 (The Moon)'

기본 구성은 종래의 것과 같지만, 두 명의 아누비스가 서로 마주 보고 있는 도화가 그려져 있다.
- XIX '태양 (The Sun)'

태양의 주위를 황도십이궁이 둘러싸고 있는 도화가 그려져 있다.
- XX '영겁 (TheAEon)'

중앙에 호르스가 그려져 있다.
- XXI '우주 (The Universe)'

## 참고 문헌
- 어레이스타 크롤리 '토트의 책' (1991년, 국서 간행회) ISBN 4-336-04647-6